# Neste d'Oueil
Cet article concerne la Neste d'Oueil. Pour l'ensemble des cours d'eau portant le nom de Neste, voir Neste (homonymie).
La Neste d'Oueil est une rivière française des Pyrénées.

## Géographie

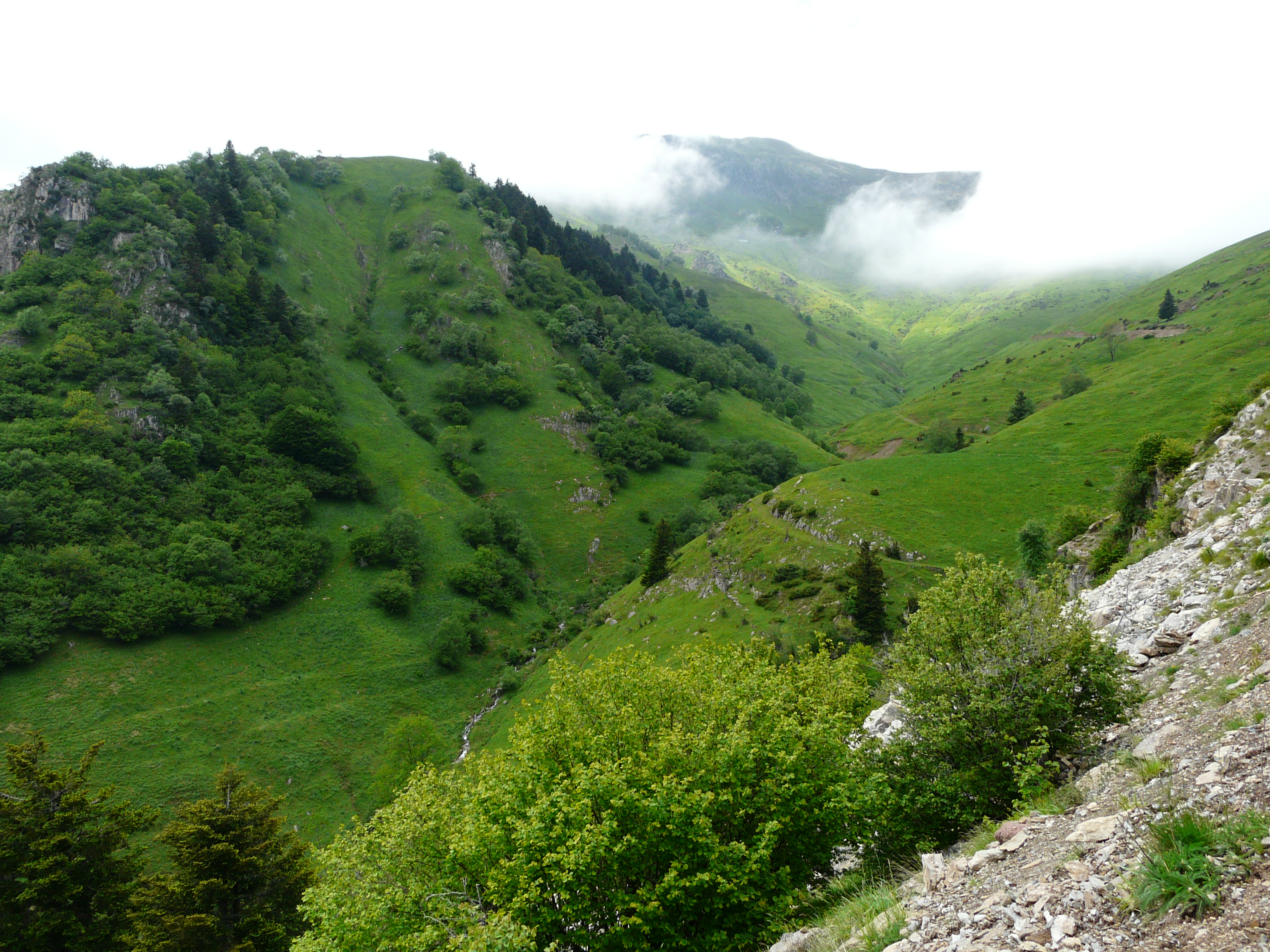
Le vallon du ruisseau de Colantigue sur les hauteurs de Bourg-d'Oueil.

La Neste d'Oueil est une rivière du département de la Haute-Garonne. Selon le Sandre, sa branche-mère est le ruisseau de Colantigue qui prend sa source sur les pentes sud-est du mont Né, vers 1830 mètres d'altitude, à proximité immédiate du refuge du Mont Né, sur la commune de Bourg-d'Oueil.
Il conflue ensuite avec le ruisseau du Portet quelques centaines de mètres à l'ouest du village de Bourg-d'Oueil. Le cours d'eau formé prend alors le nom de Neste d'Oueil.
Les deux derniers kilomètres de son cours servent de limites communales entre Benque-Dessous-et-Dessus puis Saint-Aventin à l'ouest d'une part, et Saccourvielle puis Trébons-de-Luchon à l'est, d'autre part. Elle conflue avec la Neste d'Oô à moins de 770 mètres d'altitude, en limite des communes de Saint-Aventin et Trébons-de-Luchon, pour former l'One. Son étroite vallée porte le nom de « vallée d'Oueil ».
L'ensemble ruisseau de Colantigue-Neste d'Oueil est long de 12 km.

### Départements et communes traversés
La Neste d'Oueil arrose neuf communes de Haute-Garonne, toutes comprises dans le canton de Bagnères-de-Luchon, soit d'amont vers l'aval : Bourg-d'Oueil, Cirès, Caubous, Mayrègne, Saint-Paul-d'Oueil, Benque-Dessous-et-Dessus, Saccourvielle, Trébons-de-Luchon et Saint-Aventin.

### Affluents
Elle possède quatorze affluents répertoriés par le Sandre, dont aucun ne dépasse les trois kilomètres de longueur.

### Origine du nom
Louis Saudinos a établi en 1950 que le mot Oueil est dérivé de l'une des formes latines du mot œil : oculi, oculo, oculus. Ainsi, la vallée d'Oueil se trouvait désignée par Valle oculo en 1276.

## Sites et monuments
- Église Nativité-de-la-Sainte-Vierge de Cirès
- Église Saint-Pierre de Mayrègne
- Tour de Mayrègne
- Château de Saint-Paul-d'Oueil
- Église Saint-Blaise de Benque-Dessus
- Église Saint-Geniès de Benque-Dessous
- Église Saint-Barthélemy de Saccourvielle
- Tour de Castel Blancat, à Saccourvielle
- Église Saint-Julien de Trébons-de-Luchon
- Chapelle de Saint-Aventin

## Galerie

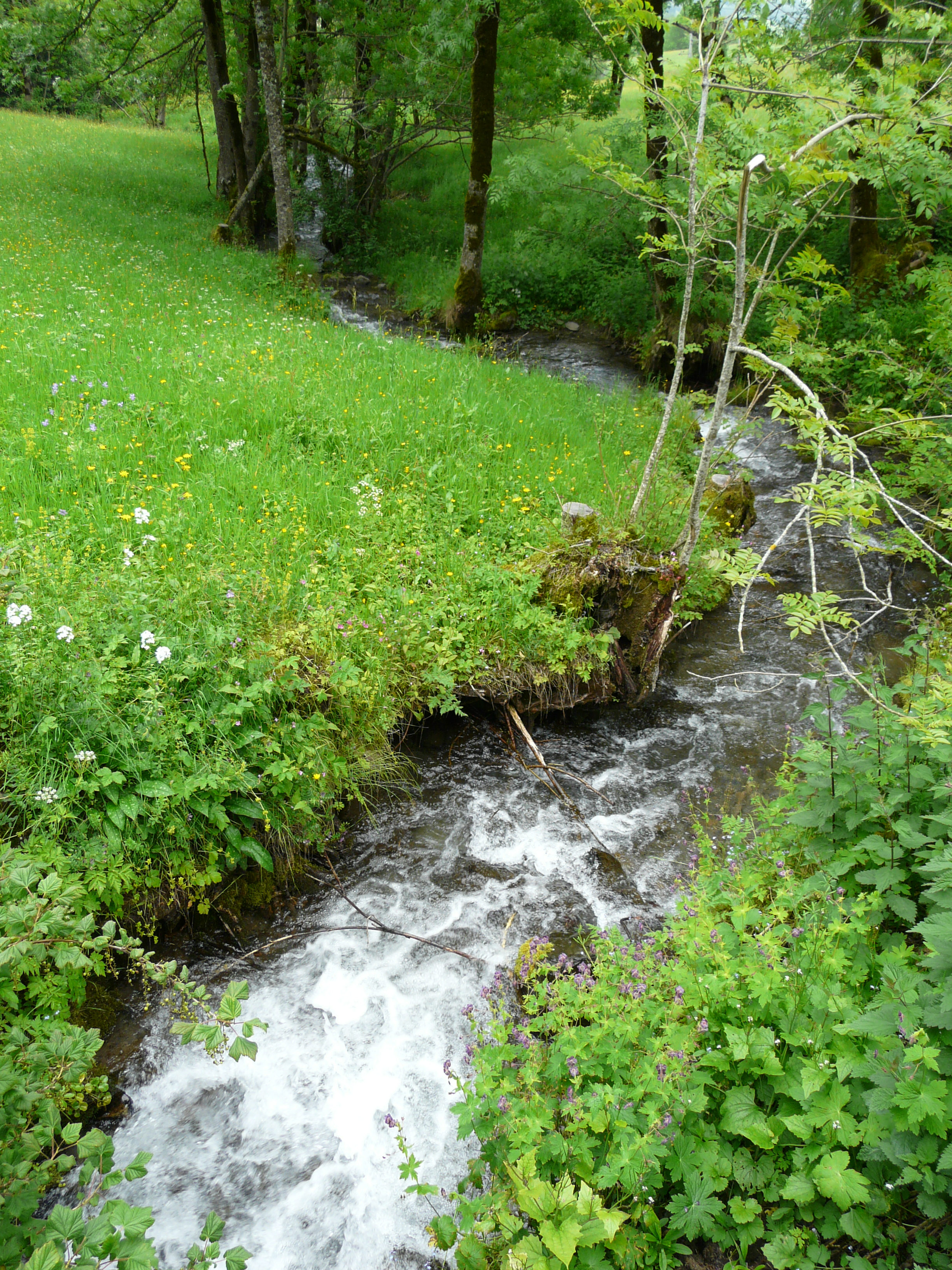
Le ruisseau de Colantigue.
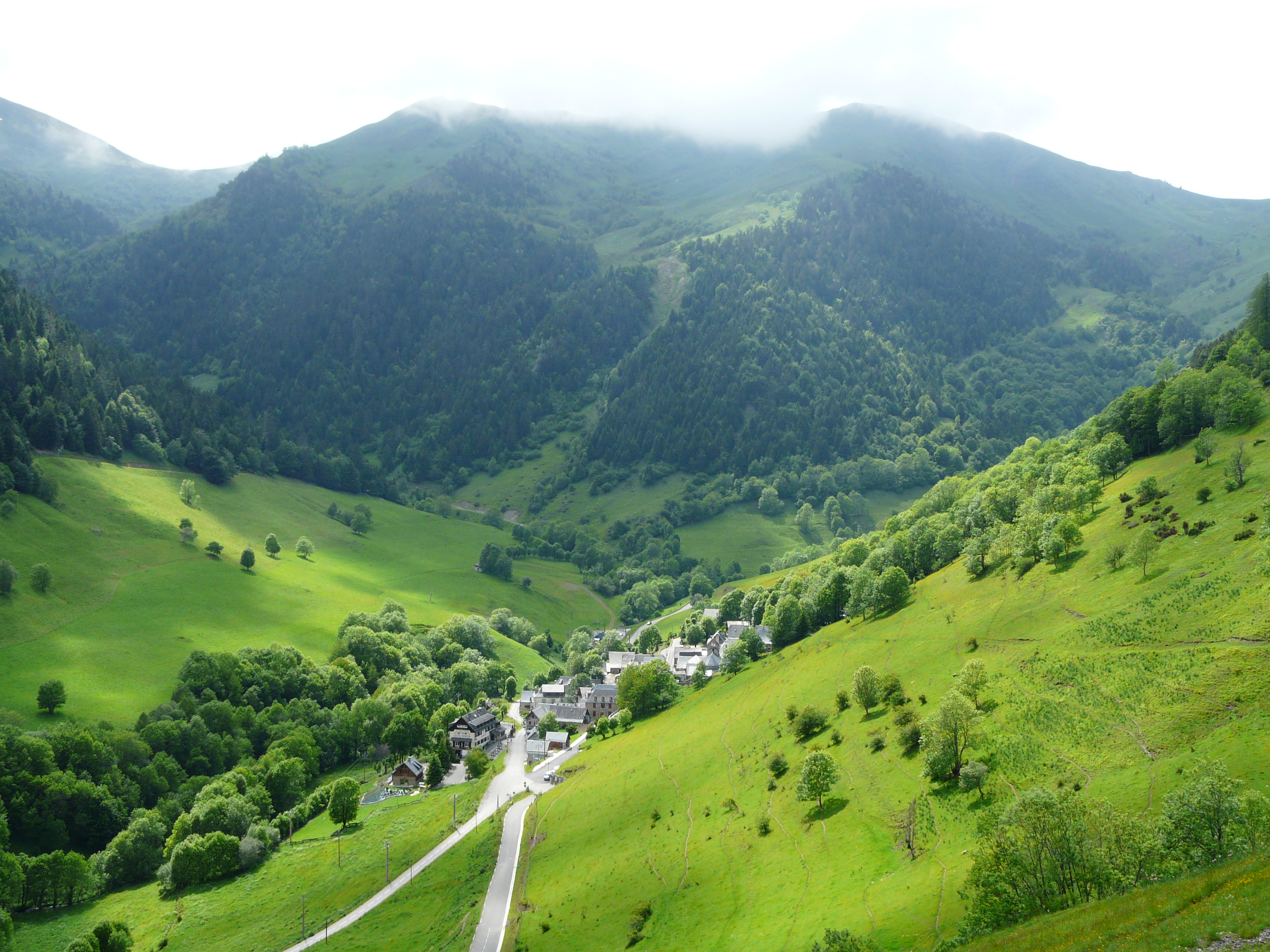
La vallée d'Oueil dans sa partie amont.
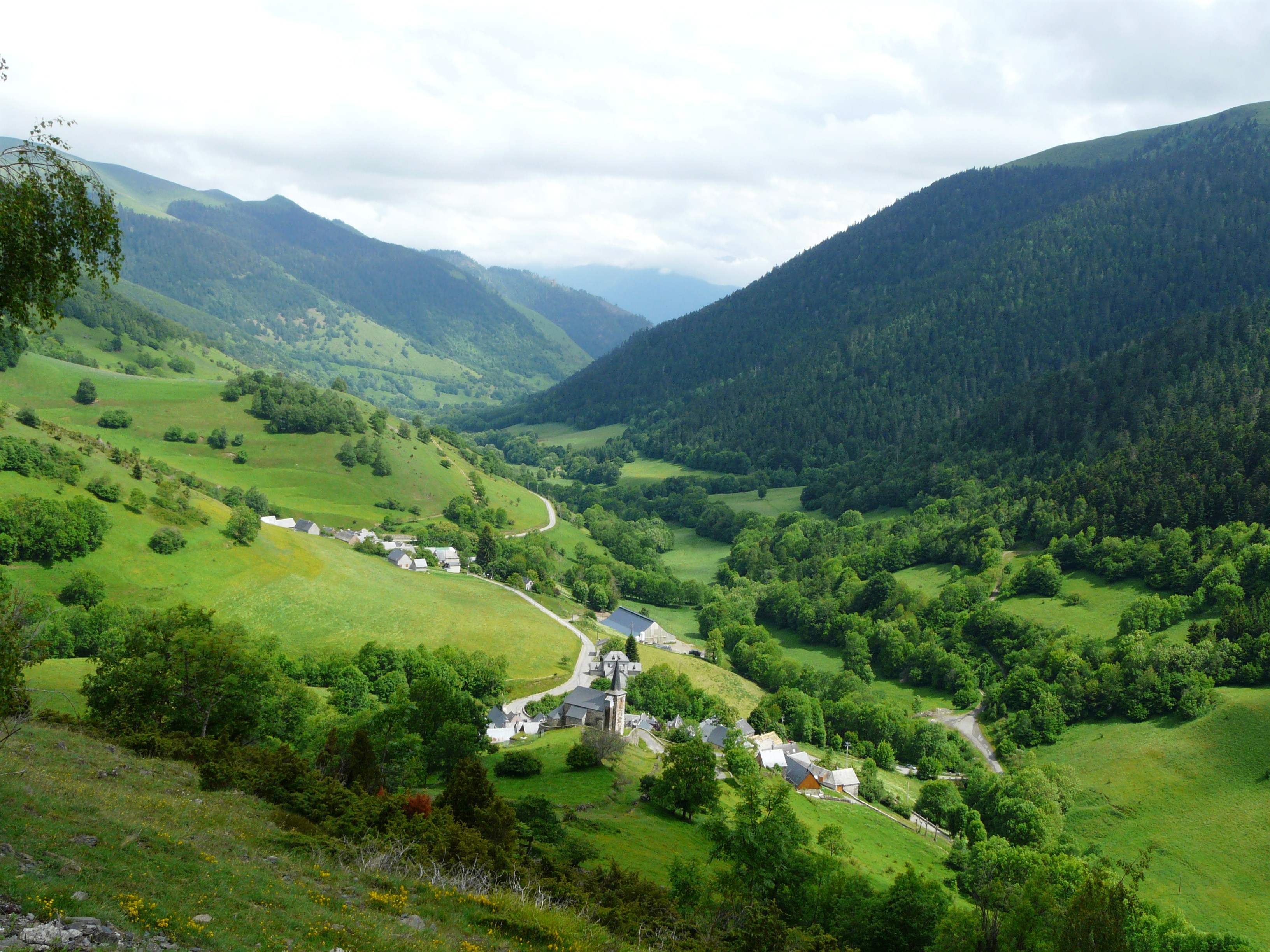
La vallée d'Oueil à Cirès.
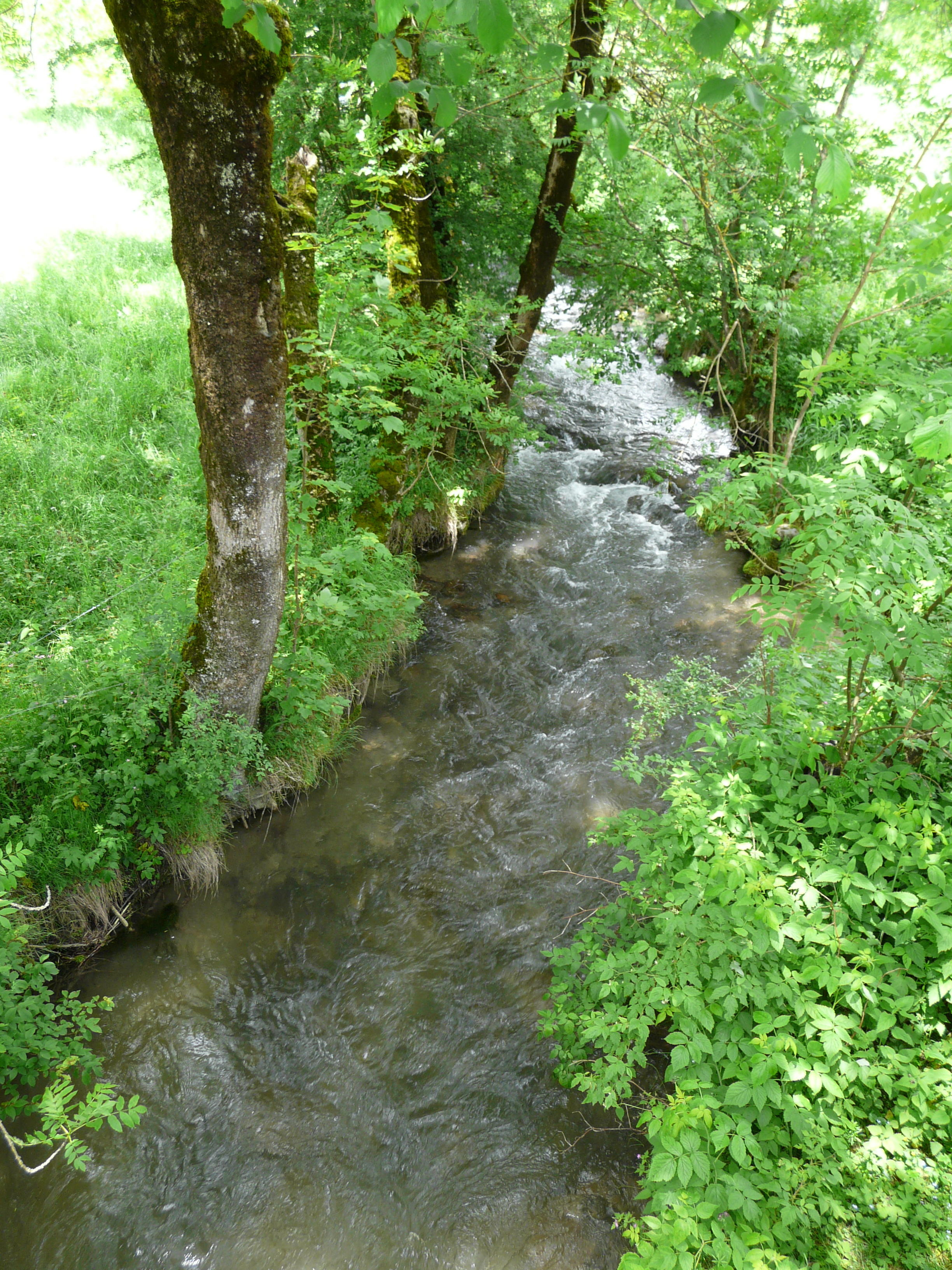
La Neste d'Oueil à Mayrègne.
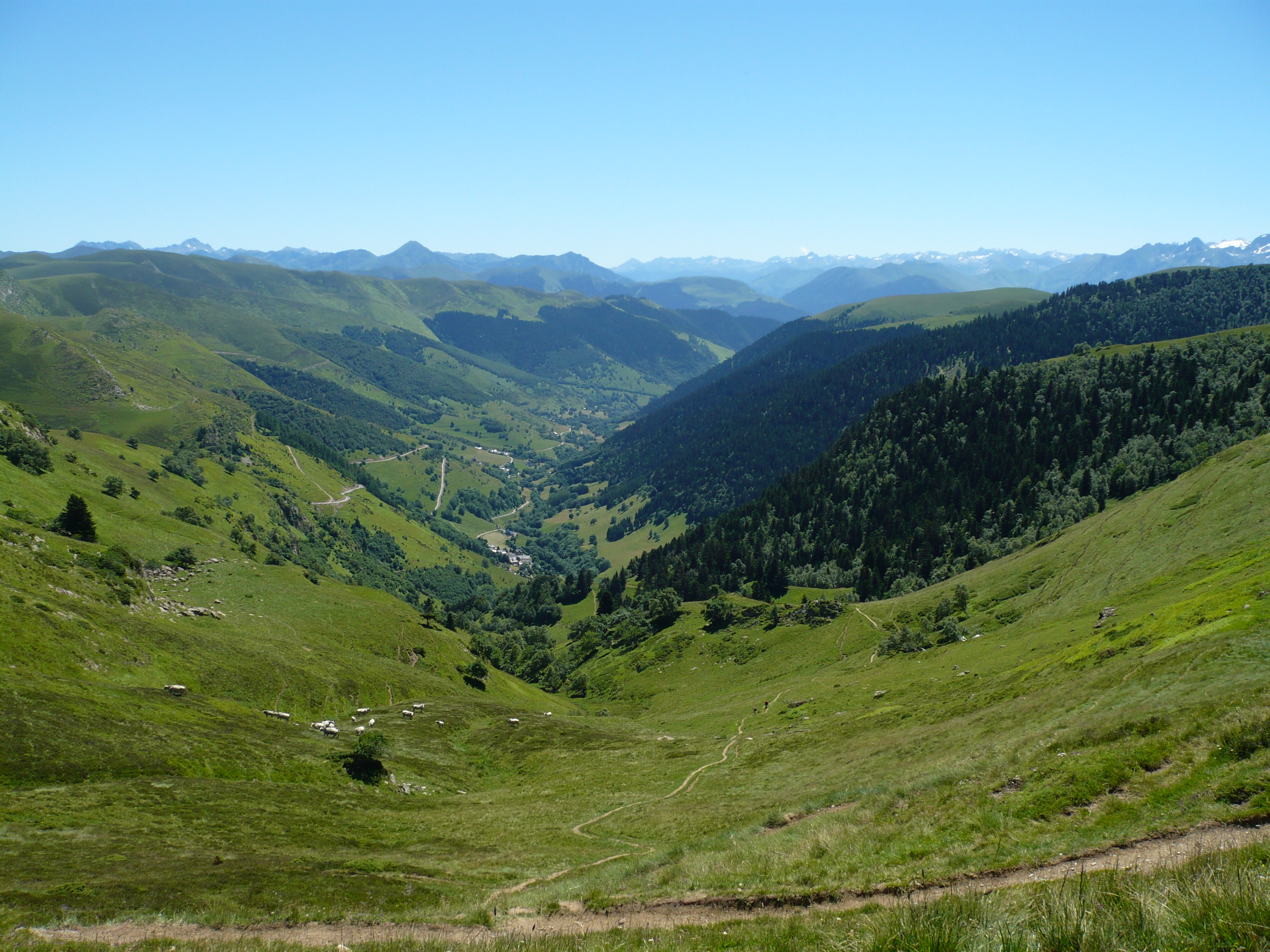
Vallée d'Oueil (juillet 2008).